# Stephen Trevor
Stephen Spaulding Trevor (Cleveland, 22 settembre 1963) è un ex schermidore statunitense.

## Biografia
Ha partecipato ai Giochi della XXIII Olimpiade di Los Angeles nel 1984 ed ai Giochi della XXIV Olimpiade di Seul nel 1988.

## Palmarès
In carriera ha conseguito i seguenti risultati:
- Giochi Panamericani:

Caracas 1983: argento nella spada a squadre.
Indianapolis 1987: argento nella spada a squadre.